# Région des îles Féroé

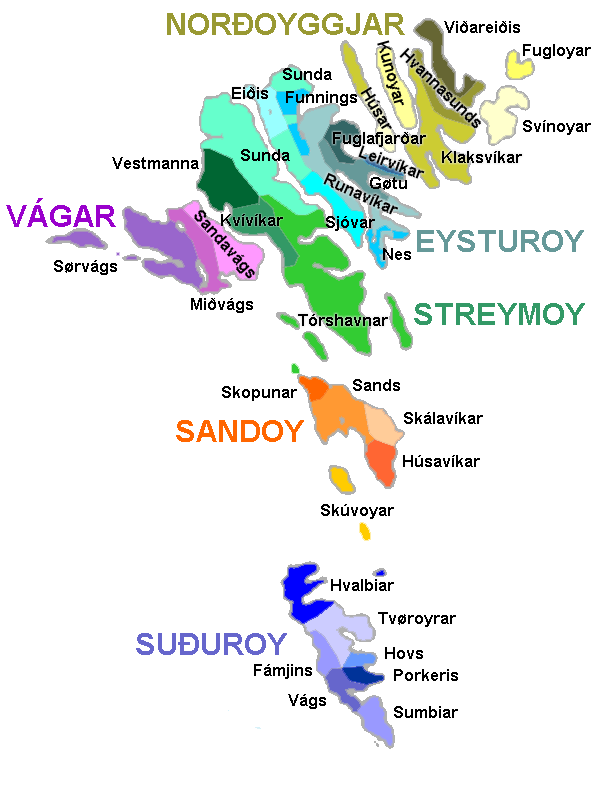
Carte des îles Féroé indiquant leur découpage en communes et région avant 2005.

Les îles Féroé sont divisées en six régions (sýsla en féroïen) dirigées par un sheriff (sýslumaður).
Chaque région porte généralement le nom de l'île principale qui la constitue : 
- Eysturoy regroupe 7 communes  ;
- Norðoyar regroupe 6 communes ;
- Sandoy regroupe 5 communes ;
- Streymoy regroupe 3 communes ;
- Suðuroy regroupe 7 communes ;
- Vágar regroupe 2 communes.